# Ludwig Gumplowicz
Ludwig Gumplowicz (9. března 1838, Krakov – 20. srpna 1909, Graz) byl jeden z otců zakladatelů sociologie, profesor práva na univerzitě v Grazu. Svá díla psal německy i polsky.

## Biografie
Narodil se v židovské rodině v Krakově, kde strávil své dětství a dospívání. Jeho otec Abrahám se aktivně účastnil programů podporujících asimilaci Židů. Roku 1862 se jeho dům stal centrem povstalecké činnosti,  v němž sehráli aktivní úlohu jeho dva bratři. Roku 1857 nastoupil na Jagellonskou univerzitu v Krakově, jenž v době jeho narození ležel v Polsko-litevském soustátí, později bylo svobodným městem, ještě později bylo anektováno Rakousko-Uherskem, což Gumplowicze přivedlo k ochraně národnostních menšin na území Rakousko-Uherska, zejména Slovanů. Čtvrtý rok svého studia strávil ve Vídni. 1864 úspěšně zakončil své doktorské studium prací charakterizovanou jakou protikatolická, již posléze publikoval roku 1867 pod názvem “Prawodawstwo Polskie wzgłędem Żydów”. 1868 úspěsně obhájil svou habilitační práci, čímž získal titul Dr. Habil (Doctor habilitatus). S tímto titulem mohl následně začít přednášet na univerzitě. Ještě několik let však pracoval jako notář a redaktor svého vlastního krakovského časopisu „Kraj“.
 Roku 1874 se přestěhoval Štýrského Hradce, kde se roku 1876 stal docentem, a 1892 rovněž profesorem Katedry státního práva na místní univerzitě. Kromě přednášení se zde však také aktivně věnoval autorské činnosti v němčině. Do Polska se již nikdy nevrátil. Jako první polský sociolog se věnoval výzkumu problémů etnických menšin. Díky své teorii o střetu ras byl považován za rasistu. Přestože jeho díla byla velmi úspěšná a vzbudila ohlas, Gumplowicz s jejich dopadem nebyl spokojen. Konec života dožil v osamění, cítil se prý jako ve vyhnanství, jak napsal v dopisu. V této fázi života nejvíce toužil po návratu do Polska, kde by mohl rozvíjet svá původní témata z období dospívání. Fakt, že převážnou část své vědecké činnosti strávil ve Štýrském Hradci, zapříčinil, že Gumplowicz byl veřejností považován za Rakušana. Ve skutečnosti pro něj jeho pobyt v exilu nebyl lehký, jeho rakouští kolegové jej často uráželi z důvodu jeho původu, což nesl velmi těžce.
Roku 1895 byl zvolen viceprezidentem Mezinárodního sociologického institutu v Paříži. 1908 mu byl udělen čestný profesorský titul, načež byl z funkce odvolán. V 71 letech Guplowicz spáchal sebevraždu spolu se svou manželkou Františkou, s níž měl dva syny, aby neviděla jeho utrpení. Před smrtí mu bylo sděleno, že trpí rakovinou jazyka, a společná sebevražda byla nakonec zvolena z důvodu jeho vysoké emocionální blízkosti s rovněž těžce nemocnou manželkou. Na způsob jejich smrti však mohla mít vliv i sebevražda jejich syna Maxmiliána Ernesta o 15 let dříve. Ten působil jako historik a první cizojazyčný přednášející na vídeňské univerzitě. Jejich druhý syn Vladislav byl aktivista v rámci rozličných socialistických stran, a rovněž univerzitním profesorem. Gumplowicz své práce psal především v němčině a polštině, a byly přeloženy do francouzštiny, italštiny, japonštiny, ruštiny a španělštiny. Jeho poslední kniha, Sozialphilosophie im Umriss, byla vydána až po jeho smrti, a protože Gumplowicz svou diagnózu dopředu znal, označil právě toto dílo za svou “labutí píseň”. Zpráva o jeho smrti způsobila ve vědeckých kruzích šok.
Slavnou se stala také jeho polsky psaná práce Prawodawstwo Polskie Wzgledem Zydow, kde popsal roli Židů ve středověké společnosti a celých polských dějinách. Viděl Židy jako faktor posilující moc krále na úkor šlechty a kléru. Ač to nebylo Gumplowiczovým záměrem, v polské společnosti kniha podpořila antisemitismus, neboť posílila představu Židů jako nepřátel církve.
Téma menšin ho přivedlo též k obecnějšímu zájmu o sociální a etnický konflikt, díky čemuž se stal průkopníkem sociologie. Boj různých skupin nazýval „střetem ras“ (Der Rassenkampf), což je z dnešního hlediska trochu matoucí. Právě knihu Der Rassenkampf z roku 1875 považoval za klíčovou k pochopení svého díla, neboť v ní vyložil celý systém svého zkoumání. Bez jeho přečtení, jak tvrdil, nebylo možné žádné další jeho knihy pochopit, nebo všechny jsou buď rozvedením, či aplikací systému z Rassenkampfu. Tím Gumplowicz nicméně vývoj rasismu v německojazyčném prostoru skutečně podpořil, svým sociálně-darwinistickým pohledem. Zapomenutý, paradoxní vliv židovského intelektuála na vývoj německých antisemitských a rasistických teorií byl zdůrazněn až pozdějšími badateli, například Williamem M. McGovernem v knize From Luther to Hitler.

### Gumplowiczovo pojetí sociologie
Podle Gumplowicze měl být sociologický výzkum zaměřen výhradně na zkoumání vztahů mezi společenskými skupinami a třídami. Sociologie také měla plnit roli vnějšího pozorovatele dění, neměla v něm být nikterak angažovaná. Má být také nestrannou a neposuzovat, co je dobře a co špatně.
Gumplowicz tvrdil, že nejčasnější formy skupinového života byly malé, přírodní nebo etnické skupiny. Tyto skupiny byly sjednoceny podle společných ekonomických zájmů; jejich členové žili v sexuální promiskuitě a relativní rovnosti sociálního postavení. Z této nejranější formy skupinového života vznikly postupně matriarchát a patriarchát, první druhy organizované kontroly. Od té doby je společenský vývoj již zmíněným nekonečným procesem vnějšího konfliktu mezi skupinami ve formě válek a vnitřního konfliktu zájmů uvnitř skupin. Materiální zájmy podle něj poskytly dynamický impuls společenskému vývoji.V jeho pohledu mají lidé nutkavou tendenci srocovat se do skupin, neboť přirozeně potřebují cítit sounáležitost a jednotu. V závislosti na tomto pocitu pak optikou své kultury posuzují výtvory kultur jiných, tedy většinou negativně. Jedná se tak o jakýsi skupinový etnocentrismus, jenž Gumplowicz nazval syngenismem. Z toho vychází i první forma tzv. předpolitických konfliktů – jakmile se jedna skupina přirozeně rozroste více než jiné, získá tím převahu a prosazuje své pohledy, což ostatní skupiny těžko snášejí. Dochází tak ke sporům, z nichž vzejde vítězná skupina, která stanoví zákony. Předpokládá přitom, že prvotními skupinami byly pokrevně spřízněné, promiskuitní tlupy, ve kterých však vládla relativní rovnost. Jakmile se však vyvinul pocit sounáležitosti se skupinou do určité míry, a současně se změnila sociální struktura tlupy na matriarchální, či patriarchální, zavládla i potřeba vydobýt pro svou tlupu co nejlepší materiální podmínky – a ty byly nejsnáze získatelné na úkor práce jiných tlup.
Jeho přínos pro vědu byl pozoruhodný. Jeho argumenty získaly obecné uznání, ačkoli někteří sociologové, zejména Jacques Novicow, Gumplowicze obvinili, že přehlížel úlohu mírových faktorů v původech států. Gumplowiczova koncepce politických stran jako zájmových skupin se možná stala nejužitečnějším truismem politické vědy a rozjvíjeli ji např. E. Durkheim, Duguit, Laski a A. F. Bentley.

## České překlady
- GUMPLOWICZ, Ludwig. Manželství a volná láska. Překlad J. Picek. Praha: nákladem "Studentského sborníku", [1904?]. 28 s. cnb000592792.
- GUMPLOWICZ, Ludwig. Dějiny theorií o státu. I., Doby starší. Překlad Adolf Gottwald. V Praze: Karel Stan. Sokol, 1911. 336 s. cnb000592794.
- GUMPLOWICZ, Ludwig. Dějiny novějších theorií o státu. Překlad Adolf Gottwald. V Praze: Karel Stan. Sokol, 1912. 288 s. cnb000761018.